# Escándalo Trevi-Andrade

Gloria Trevi y María Raquenel Portillo con Karina Yapor, quien acusaría penalmente a las dos primeras de corrupción de menores.

Se denominó como Clan Trevi-Andrade a un escándalo que comenzó en abril de 1998 cuando la cantante y actriz Aline Hernández publicó el libro La Gloria por el infierno, en el que acusaba al productor discográfico Sergio Andrade y a la cantante Gloria Trevi (de quien Andrade era mánager) de cometer abusos físicos, verbales y sexuales contra las jóvenes menores de edad que trabajaban con ellos. El libro señalaría a Trevi como responsable de convencer y coaccionar a Hernández para sostener relaciones sexuales con Andrade cuando esta última tenía 13 años de edad. Como respuesta a las declaraciones de Hernández, Trevi haría numerosas apariciones en medios de comunicación, negando los hechos y defendiendo férreamente a Andrade. Como resultado del escándalo, Trevi, Andrade y más de una decena de jóvenes señaladas por Hernández como víctimas saldrían de México, viviendo intermitentemente y en el anonimato en España, Argentina y Brasil.
El caso pasó de ser un escándalo del mundo del espectáculo a un caso judicial cuando en 1999 Teresita de Jesús Gómez, madre de Karina Alejandra Yapor Gómez, presentó una denuncia ante la Procuraduría de Justicia del Estado de Chihuahua en contra de Andrade, Trevi, María Raquenel (alias «Mary Boquitas») y Marlene Calderón por los delitos de rapto, corrupción, abuso y violación de menores en perjuicio de su hija. El 1 de junio de 1999, la Procuraduría de Chihuahua giró orden de aprehensión contra Trevi, Andrade y Raquenel. Solicitó la colaboración de la Interpol para localizar el paradero del llamado clan Trevi-Andrade, bajo los cargos de violación y secuestro de menores. Luego de diez meses de estar prófugos, el 13 de enero de 2000, Trevi, Andrade y Raquenel fueron detenidos en Río de Janeiro, Brasil, donde vivían desde hacía tres meses con las hermanas Katia, Karla y Karola de la Cuesta.
El gobierno mexicano solicitó a su par brasileño la extradición de los implicados. Luego de que el grupo fuera trasladado a Brasilia, Andrade declaró a un canal de televisión de Estados Unidos que antes de que fueran capturados, tuvo una hija con Trevi en Brasil, a la que llamaron Ana Dalay, que habría fallecido en Brasil de causas desconocidas, sin registros de su nacimiento y muerte. De acuerdo con distintos testigos, el cadáver de la infante habría sido lanzado al un río en el municipio fluminense de Jacarepaguá. Hasta la actualidad, no existe una denuncia judicial por la desaparición del cuerpo de Ana Dalay.
El Supremo Tribunal Federal de Brasil concedería a México la extradición del clan Trevi-Andrade para enfrentar a la justicia mexicana por los cargos de abuso, secuestro y violación de menores. Inmediatamente, los involucrados iniciaron una batalla legal para impedir la extradición a México, argumentando que sus vidas estaban en riesgo. Durante este lapso presa, Trevi quedaría embarazada nuevamente de Sergio Andrade y daría a luz a un hijo, Ángel Gabriel. Esta situación desataría un escándalo de corrupción en el sistema penitenciario brasileño y renovados intentos de la acusada de evitar una extradición, ahora valiéndose del recurso de ser madre de un ciudadano brasileño.
Luego de casi tres años, el 28 de noviembre de 2002, Trevi anunció que regresaría a México de manera voluntaria. El 21 de diciembre de 2002, Trevi y su hijo Ángel Gabriel llegaron a Cancún, Quintana Roo para ser trasladados a Chihuahua, Chihuahua, donde la cantante ingresó en el Centro de Readaptación Social n.º 1 del Estado de Chihuahua. Desde su celda, Trevi escribió el libro Gloria (2002).
Después de casi dos años de permanecer en prisión y de que la Procuraduría de Justicia de Chihuahua solicitara la pena máxima de 34 años de cárcel, el juez Javier Pineda Arbola ordenó la libertad inmediata de Trevi, Raquenel y Calderón, por no encontrar elementos suficientes para dictarle una sentencia condenatoria. Tras cuatro años, ocho meses y ocho días de permanecer en prisión, el 21 de septiembre de 2004, Trevi fue absuelta y exonerada por el juez Séptimo Penal de Chihuahua por los cargos de rapto y corrupción de menores en agravio de Karina Alejandra Yapor. Raquenel y Calderón también fueron exoneradas.
En 2022, los abogados de la cantante emprendieron acciones legales contra el comunicador Chumel Torres por supuesta difamación y violencia de género, debido a los constantes comentarios del presentador en relación con el clan Trevi-Andrade. Las acusaciones contra Torres serían desestimadas por el Poder Judicial de la Ciudad de México en 2023.
Desde diciembre de 2022 hasta la actualidad, la cantante enfrenta dos nuevas acusaciones de presunto abuso sexual y corrupción de menores, delitos que se habrían llevado a cabo en el estado de California, Estados Unidos, en la década de los años 1990.

## Libros publicados sobre el caso
- La Gloria por el infierno
- Revelaciones